# Casa Borsieri
Casa Borsieri, già Occhioni, è una dimora di Crema.

## Storia
Sul luogo sorgeva la chiesa di San Giuseppe, eretta dalla congregazione dei muratori e dei falegnami dopo l'anno 1500. Fu chiusa nel 1810 a seguito dei decreti napoleonici.

Con istanza dell'8 aprile 1869 Giovanni Occhioni chiese di demolire il vecchio edificio di culto per costruire un'abitazione.
Il primo progetto redatto dall'ingegner Felice Francioli prevedeva una costruzione su due livelli alti 4 metri, divisi da marcapiano e ingresso decentrato a destra, ma fu bocciato dalla commissione d'ornato. Il Francioli allora studiò un secondo progetto in conseguenza del quale fu realizzato l'attuale edificio.
Unico intervento successivo avvenne nel 1963 quando l'intonaco del primo piano, che presentava scanalature che formavano un disegno "a mattoni" fu modificato con semplici rigature orizzontali.

## Caratteristiche
Il primo piano mostra un intonaco con scanalature orizzontali, due finestre laterali e il portale centrale con architrave e lunetta provvista di inferriata all'interno della quale si leggono le sigle G e O (Giovanni Occhioni).
Segue un fregio in terracotta che corre lungo tutta la larghezza della facciata a tema profano con figure ignude.
Al centro del secondo piano si apre una porta finestra che si affaccia su un piccolo balcone in granito sorretto da due mensole e ringhiera in ferro battuto. Non vi sono marcapiani a distinguere i due piani superiori, le cui finestre hanno delle semplici cornici in cemento e davanzali in pietra di Sarnico.
L'edificio è provvisto di uno scantinato con volta a botte considerato insolito per una chiesa, da cui l'ipotesi che l'edificio di culto sia sorto in luogo di un più antico fabbricato.